# Condado de Fall River
O Condado de Fall River é um dos 66 condados do Estado americano da Dakota do Sul. A sede do condado é Hot Springs, e sua maior cidade é Hot Springs. O condado possui uma área de 4 530 km² (dos quais 24 km² estão cobertos por água), uma população de 7 453 habitantes, e uma densidade populacional de 1,6 hab/km² (segundo o censo nacional de 2000).